# Una città o l'altra
Una città o l'altra. Viaggi in Europa (Neither Here nor There: Travels in Europe) è un reportage di viaggio in Europa di Bill Bryson, pubblicato nel 1991.

## Tema
(Bill Bryson, Una città o l'altra)
Il saggio racconta l'esperienza, col suo tipico stile umoristico, del giornalista e scrittore americano nel Vecchio Continente in un viaggio di quattro mesi nel 1990, dall'estremo nord della Norvegia fino in Turchia, coi flashback di due altri tour estivi compiuti nel 1972 e 1973 durante i suoi anni di college. Nel viaggio del 1973, Bryson era accompagnato dall'amico Matt Angerer, nel libro pseudonimizzato col nome di Stephen Katz, e che si ritrova in primo piano in altri due successivi libri dell'autore, Una passeggiata nei boschi e Vestivamo da Superman.

### Paesi
Durante il suo viaggio, Bryson visita quattordici nazioni europee e soggiorna in trentadue città:
- Norvegia (Hammerfest, Oslo)
- Francia (Parigi)
- Belgio (Bruxelles, Bruges, Spa, Durbuy)
- Germania (Aquisgrana, Colonia, Amburgo)
- Paesi Bassi (Amsterdam)
- Danimarca (Copenaghen)
- Svezia (Göteborg, Stoccolma)
- Italia (Roma, Napoli, Sorrento, Capri, Firenze, Milano, Como)
- Svizzera (Briga-Glis, Ginevra, Berna)
- Liechtenstein (Vaduz)
- Austria (Innsbruck, Salisburgo, Vienna)
- Jugoslavia (Spalato, dal 1992 in Croazia, Sarajevo, dal 1992 in Bosnia ed Erzegovina, Belgrado, dal 1992 in Serbia)
- Bulgaria (Sofia)
- Turchia (Istanbul)

## Edizioni
La prima edizione del libro risale al 1991 da parte di Secker & Warburg, nel Regno Unito, assieme ad un altro libro di Bryson, America perduta, mentre nel 1999 viene pubblicato singolarmente negli Stati Uniti da parte di Avon Publications. 
In Italia il libro venne pubblicato solo nel 2002 da Guanda con pesanti tagli, non presentando alcuna pagina sui viaggi dell'autore nello stato italiano. Nel 2006 ne venne pubblicata una nuova versione da TEA con l'aggiunta dei capitoli: Roma, Napoli Sorrento e Capri, Firenze, Milano e Como.
- (EN) Bill Bryson, The lost continent: travels in small town America ; and, Neither here nor there : travels in Europe[collegamento interrotto], Londra, Secker & Warburg, 1992,  pp. 498 pagine, ISBN 978-0-436-20130-1. URL consultato il 29 marzo 2011.
- (EN) Bill Bryson, Neither here nor there: Travels in Europe[collegamento interrotto], New York, Avon Publications, 1999,  pp. 256 pagine, ISBN 978-0-380-71380-6. URL consultato il 29 marzo 2011.
- Bill Bryson, Una città o l'altra. Viaggi in Europa, traduzione di Silvia Cosimini; Sonia Pendola e Giorgio Rinaldi, 1ª ed., Parma, Guanda, 2002,  pp. 286 pagine, ISBN 978-88-8246-469-1. URL consultato il 27 maggio 2021 (archiviato dall'url originale il 13 aprile 2013).
- Bill Bryson, Una città o l'altra. Viaggi in Europa, traduzione di Silvia Cosimini; Sonia Pendola; Giorgio Rinaldi e Claudio Carcano, 2ª ed., Milano, TEA, 2006,  pp. 346 pagine, ISBN 978-88-502-0997-2. URL consultato il 29 marzo 2011.